# Două lumi străine
Două lumi străine (titlu original în engleză: Two Distant Strangers) este un scurtmetraj american din 2020 scris de Travon Free și regizat de Free și Martin Desmond Roe. Filmul examinează decesele afro-americanilor în timpul întâlnirilor cu poliția prin ochii unui personaj prins într-o buclă temporală care se termină mereu cu moartea sa. Două lumi străine a câștigat premiul pentru cel mai bun scurtmetraj de acțiune în direct la cea de-a 93-a ediție a Premiilor Academiei, marcând primul câștig al distribuitorului Netflix în această categorie. 

## Prezentare
În New York, graficianul afroamerican Carter James încearcă să ajungă acasă la câinele său, Jeter, în dimineața după o primă întâlnire, doar pentru a se trezi prins într-o buclă temporală în care este confruntat în mod repetat pe stradă de un ofițer alb NYPD, Merk. Merk se întreabă dacă Carter fumează un joint și vrea să-i cerceteze geanta. Fiecare întâlnire se termină cu Carter ucis de poliție, apoi trezindu-se în pat cu fata cu care s-a întâlnit anterior, Perri. Într-o zi din bucla temporală, poliția a intrat în apartamentul lui Perri, confundându-l cu un alt apartament, deoarece numărul ușii atârnă cu susul în jos și astfel l-au împușcat.
După 99 de morți, Carter decide să discute despre situație cu ofițerul Merk. Carter îi spune despre bucla temporală, oferindu-i lui Merk dovezi prevăzând ce vor face oamenii din jurul lor. Carter îi cere lui Merk să-l conducă acasă. Călătoria se termină fără accident; Merk și Carter coboară din mașina de patrulare și își strâng mâna. Dar când Carter se întoarce pentru a intra în clădirea lui, Merk începe să aplaude ceea ce el numește „performanța nobilă a lui Carter”, dezvăluind că Merk își amintește și el de buclele anterioare. Merk îl împușcă apoi în spate, în timp ce o baltă de sânge începe să se formeze în forma Africii și îi spune „Ne vedem mâine, puștiule”. Carter se trezește încă o dată în patul lui Perri.
Nedescurajat, Carter părăsește apartamentul lui Perri pentru a face încă un efort pentru a ajunge acasă. Pe măsură ce cântă melodia „The Way It Is⁠(d)”, sunt enumerate numele afroamericanilor care au murit în întâlnirile cu poliția.

## Distribuție
- Joey Badass - Carter James
- Andrew Howard - Merk, un ofițer NYPD
- Zaria Simone - Perri, fata cu care se întâlnește Carter

## Lansare
În martie 2021, Netflix a achiziționat drepturile de distribuție și  filmul a fost disponibil începând cu 9 aprilie.

### Comparație cu lucrări asemănătoare
Filmul a fost comparat cu alte producții care împărtășesc o premisă similară:
- Groundhog Day for a Black Man (2016), regizat de Cynthia Kao [9]
  - În aprilie 2021, Cynthia Kao a postat un videoclip pe site-ul de socializare TikTok în care susținea că acest film a plagiat un scurtmetraj pe care l-a regizat în decembrie 2016, intitulat Groundhog Day For a Black Man.[9] Conținutul filmului lui Kao a fost similar cu intriga din Two Distant Strangers, care sunt ambele despre un bărbat de culoare care retrăiește aceeași zi din nou și din nou, până când poate supraviețui unei altercații polițienești. Mai mult, în 2020, în timpul protestele cauzate de moartea lui George Floyd, rețeaua de socializare NowThis a contactat-o pe Kao pentru a prezenta filmul pe paginile lor de Facebook și Instagram. În anul următor, Netflix a lansat Two Distant Strangers în colaborare cu NowThis, excluzând orice credit al numelui lui Kao sau vreo informație că ea a avut vreo legătură cu ideea originală a filmului.[10] NowThis a răspuns acuzațiilor invocând faptul că filmul a fost conceput independent și producția finală a avut loc înainte de a fi implicați, contestând orice legătură cu Kao.[11]
- Reluare (Replay, 2019), Zona crepusculară, Sezonul 1, Episodul 3, regizat de Gerard McMurray
- The Obituary of Tunde Johnson (2019), regizat de Ali LeRoi[12]

## Premii
| Premiu                                    | Data ceremoniei | Categorie                   | Primitor(i)                        | Rezultat | Ref.   |
| ----------------------------------------- | --------------- | --------------------------- | ---------------------------------- | -------- | ------ |
| Academy Awards                            | April 25, 2021  | Best Live Action Short Film | Travon Free and Martin Desmond Roe | Câștigat | [ 13 ] |
| African-American Film Critics Association | April 7, 2021   | Best Short Film             | Two Distant Strangers              | Câștigat |        |